# Jean Despiau
Pour les articles homonymes, voir Despiau (homonymie).
Pas d'image ? Cliquez ici

a Compétitions nationales et continentales officielles uniquement.

Dernière mise à jour le 20 mai 2025.
Jean Despiau, né le 23 octobre 2001, est un joueur français de rugby à XV évoluant au poste de troisième ligne aile.

## Biographie
Jean Despiau est formé à la pratique du rugby à XV au sein de l'Union sportive de Salles, à partir de 2006.
En 2020, il rejoint dans le département voisin des Landes le club de l'Union sportive dacquoise, et intègre l'équipe première la saison suivante en prenant part au championnat de Nationale.
En amont de la saison 2022-2023, il prolonge son contrat pour une année supplémentaire ; l'exercice sportif se clôt sur une promotion en Pro D2 et un titre de vice-champion, Despiau participant à la finale concédée contre le Valence Romans DR. Son contrat est alors reconduit pour deux saisons supplémentaires, lui permettant de disputer les premières rencontres de sa carrière au niveau professionnel. Peu utilisé pour cette première saison, il fait l'objet d'un prêt auprès de son club formateur évoluant alors en Nationale 2,.
Lors de la saison 2024-2025, il manque la fin du championnat en raison d'une blessure au genou ; avant le terme de cette dernière, son contrat n'est pas renouvelé. Il acte alors son retour à l'US Salles.

## Palmarès
- Championnat de France de Nationale :
  - Vice-champion : 2023 avec l'US Dax.